# Hyalinobatrachium tricolor
Espèce
La Centrolène tricolore, Hyalinobatrachium tricolor, est une espèce d'amphibiens de la famille des Centrolenidae. L'espèce a été découverte puis décrite en 2011 par Castroviejo-Fisher et al. en Guyane.

## Étymologie
L'épithète spécifique "tricolor" fait référence à sa coloration dorsale, qui est une combinaison de trois couleurs : vert clair, vert foncé et brun lorsque l'animal est en vie, et crème, blanc et noir lorsqu'il est conservé dans l'éthanol. Cependant, lorsque l'espèce est conservée, elle n'est pas visuellement différenciable du Centrolène de Yuruani et de Hyalinobatrachium mesai.

## Répartition
L'holotype de cette espèce a été initialement récolté dans la Crique Wapou, à Kaw. Puis, des individus ont été trouvés sur la montagne de Kaw et, quelques années plus tard, au Brésil.

## Biologie
L'espèce, ayant été décrit relativement récemment et ayant fait l'objet de peu de travaux, a une biologie qui reste relativement peu connue.
Les mâles ont été trouvés sur les feuilles de la végétation au-dessus de cours d'eau de 0,5 à 1,5 m de profondeur et à des hauteurs de 4 à 5 m. Le mâle adulte va mesurer environ 21mm de long, la taille adulte de la femelle reste inconnue.
Les mâles appellent depuis la face inférieure des feuilles pendant la nuit et à proximité des pontes. Deux pontes de 22 œufs chacune ont été collectées en 2011.
Les deux localités ou les individus ont été trouvés en Guyane sont à basse altitude (2 - 10 m) et occupées par de la forêt amazonienne.

L'ensemble de caractères phénotypiques typiques de l'espèce sont : os de couleur blanche lorsque l'organisme est en vie, taches vert lime apposées sur un dos vert clair et présence de verrucosités brunes, et un cri d'annonce composé de quatre notes, fait unique chez Hyalinobatrachium, d'une durée de 0,20 s approximativement, d'une fréquence dominante comprise entre 4650 et 4900 Hz. Le meilleur moyen de différencier cette espèce des autres Hyalinobatrachium reste cependant ce dernier critère.